# Fernando Hernández Mata
Fernando Daniel Hernández Mata (ur. 2 stycznia 1998 w Guadalupe) – meksykański piłkarz występujący na pozycji bramkarza, od 2024 roku zawodnik Mineros.